# فلتر اباتشي موبايل
فلتر اباتشي موبايل (Apache Mobile Filter) أو (AMF)، هو مشروع مفتوح المصدر تم إنشاؤها بواسطة Idel Fuschini وزعت بموجب رخصة جنو العمومية (GPL). وهو مجموعة من وحدات mod perl الذي يسمح لك بالوصول إلى WURFL من أي لغة البرمجة، وليس فقط جافا وبي إتش بي، والتي تستخدم في مواقع الويب الدينماكية للموبايل.

## أنماط اباتشي
ظهر المشروع في نوفمبر 2009 في في سجلات أنماط اباتشي.

## الميزات الرئيسية
التركيبة تحتوي على عدد من الأنماط أهمها:
- AMFWURFLFilter: يكشف النمط عن جهاز الموبايل ثم يقوم بمعالجة قدرات الـ WURFL على تطبيقات الويب الأخرى كما لو كانت بيئة المتغيرات.
- AMFImageFilter: تغير حجم الصورة بسرعة لتتلائم مع حجم شاشة جهاز الموبايل.
- AMFMobileCaching: تقوم بتخزين مؤقت للذاكره في أجهزة الموبايل للنفس الصفحات.
- AMFSwitcher: يقوم بتشغيل الجهاز للمحتوى الصحيح (متصفح الموبايل, متصفح الحاسوب شخصي)
- AMFTrace: تستخدم لتعقب قدرة الجهاز من خلال ملفات log، مفيدة للإحصائيات.
- AMFWebService: تستخدم من قبل تطبيقات الطرف الثالث، وهي خدمة ويب توفر معلومات عن القدرة بشكل XML أو JSON.

## وصلات خارجية
- فلتر اباتشي موبايل على موقع Open Hub (الإنجليزية)
- فلتر اباتشي موبايل على موقع SourceForge (الإنجليزية)
- الوثائق الرسمية
- الموقع الرسمي للتجارب
- سجلات انماط اباتشي  نسخة محفوظة 3 فبراير 2010 على موقع واي باك مشين.
- مشروع AMF على SourceForge
- AMF على CPAN
- ناقل اندي مور صفحة الكشف
- المبادئ التوجيهية لشبكة الإنترنت لوكلاء تحويل محتوى 1.0
- أسئلة وأجوبة عن اللاسلكي